# Paragyalideopsis
Paragyalideopsis is een geslacht van korstmossen dat behoort tot de orde Lecanorales van de ascomyceten. De typesoort is Paragyalideopsis floridae.

## Soorten
Volgens Index Fungorum telt het geslacht vier soorten (peildatum maart 2023):
| Soortnaam                        | Auteur(s)                 | Publicatiejaar |
| -------------------------------- | ------------------------- | -------------- |
| Paragyalideopsis breussii        | Etayo                     | 2017           |
| Paragyalideopsis floridae        | (Etayo & Diederich) Etayo | 2017           |
| Paragyalideopsis minuta          | Etayo                     | 2017           |
| Paragyalideopsis stereocaulicola | (Etayo) Etayo             | 2017           |